# Blore Heath-i csata
A Blore Heath-i csata 1459. szeptember 23-án zajlott le az angol trónért folyó polgárháborúban. A rózsák háborújának ez volt a második nagyobb ütközete, és ezt is a York-párti sereg nyerte meg.

## Előzmények
1455-ben Plantagenet Richárd yorki herceg fellázadt a gyengeelméjű király, VI. Henrik ellen. A főúr és szövetségesei 1455. május 22-én, az első Saint Albans-i csatában vereséget mértek a Lancaster-házi seregre, és elfogták a királyt. VI. Henriket meghagyták ugyan a trónon, de 1456-ig York volt az ország protektora, aki így ténylegesen gyakorolta a hatalmat. Megbízásának lejárta után Anjou Margit angol királyné, nem feledve Richárd trónigényét, támogatókat toborzott a York-párti főurakkal szemben, és fokozatosan átvette a kormányzat irányítását.
A királyné 1458-tól egyre kevesebb pénzt küldött a csatorna túlsó oldalán, Calais-ban állomásozó csapatoknak, amelyeket Richard Neville, Warwick grófja irányított. Warwick válaszul kalóztámadásokkal egészítette ki serege ellátmányát. Ezek az akciók rendkívül népszerűvé tették katonái és angliai támogatói szemében. Azután azonban, hogy Warwick rajtaütött a semleges Hanza-szövetség flottáján, 1458 októberében hazarendelték Londonba.
Amikor Warwick megérkezett Londonba, csetepaté tört ki az őt kísérő szolgák és a király emberei között, amelynek végén a királyi testőrség rátámadt a grófra. Warwick kénytelen volt harcolva visszamenekülni a hajójához, és visszatérni a biztonságosabb Calais-ba. A gróf és a királyné egymást vádolták az incidens miatt. Ezután az udvar elkezdett készülni az elkerülhetetlennek tűnő leszámolásra a York-házzal. Júniusban Coventryben összeültek a királypárti főurak, és vádat emeltek ellenlábasaikkal szemben.
Eközben a York-pártiak Warwick Ludlow-i váránál akartak gyülekezni, abban bízva, hogy miután csatlakozott hozzájuk északi csapataival Richard Neville, Salisbury grófja, valamint Warwick és a calais-i hadtest, az erő láttán London megenyhül. A gyülekezés hírére a királypárti csapatok is elindultak Ludlow felé.

## Az ütközet

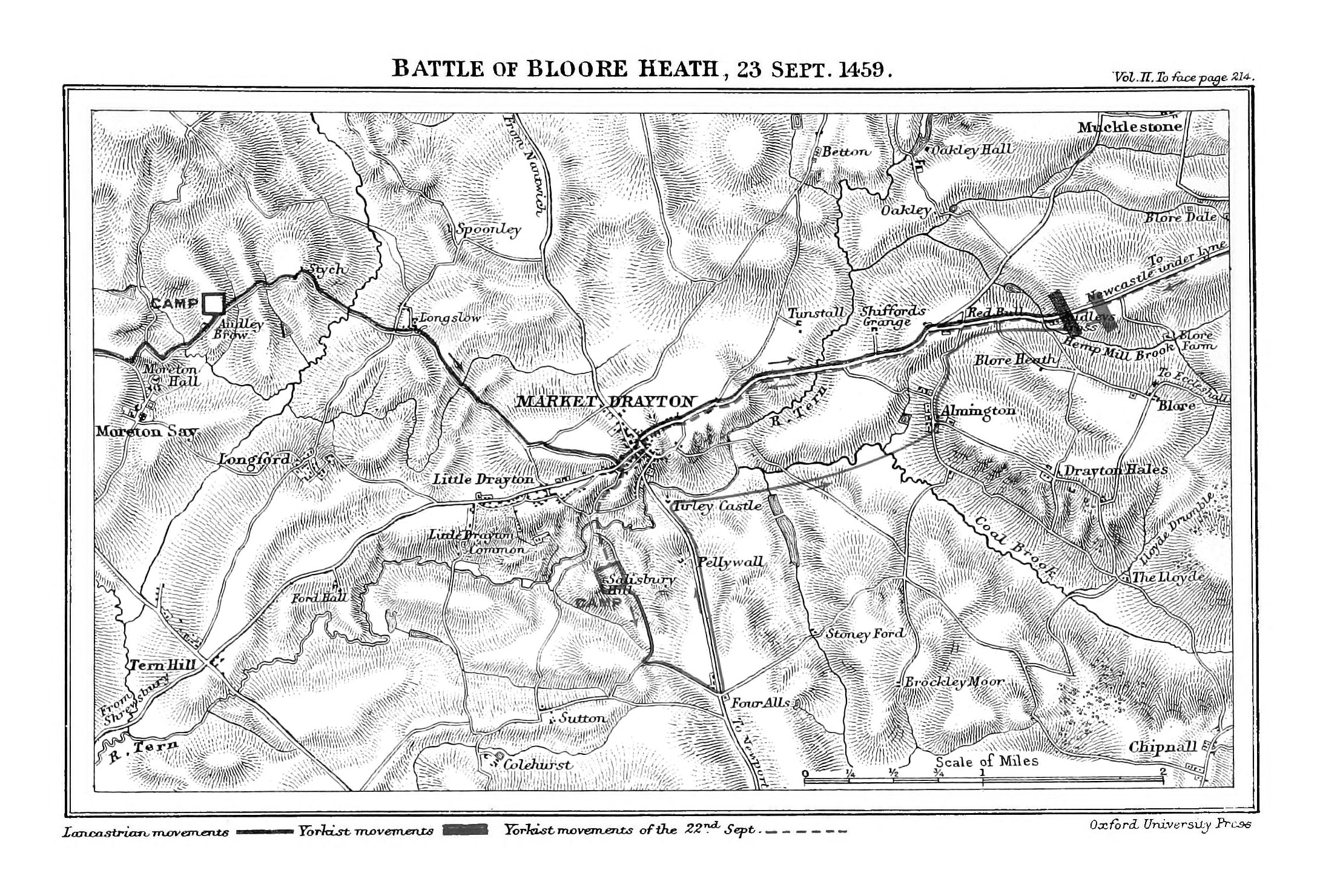
A csata helyszínék térképe egy 19. századi metszeten

1459 szeptemberében a király és a királyné Coventryből északra indult csapataival. A hírek hallatára Salisbury is elhagyta Middlehamet, és a becslések szerint 3-6 ezer emberből álló seregével Ludlow-ba tartott, hogy csatlakozzon Yorkhoz. Newcastle-under-Lyme-ot szeptember 22-én érte el. Salisbury sikeresen elkerülte IV. Henrik nagyobb létszámú seregét, amely végig a nyomában volt.
Szeptember 23-án Blore Heath-nél, két és fél mérföldre a staffordshire-i Market Draytontól a Yorkok belefutottak egy kisebb Lancaster-segédcsapatba, amelyet James Tuchet, Audley bárója és John Sutton, Dudley bárója vezetett. Amikor a York-párti felderítők észrevették Audley katonáit, Salisbury egy domboldalon foglalt el pozíciót: a jobbszárnyat egy szekérvárral védte, míg a sereg bal oldalát a Burnt-erdő biztosította. Az előrenyomuló Lancaster-csapat számbeli fölényét látva Salisbury árkokkal és letűzött cövekekkel erősítette védelmét.
A feltételezések szerint a York-arcvonal középső egységei úgy tettek, mintha visszavonulnának, hogy kikényszerítsék a csatát, mielőtt a tíz kilométerrel arrébb táborozó királyi csapatok is bekapcsolódnak a küzdelembe. Ezt látva Lord Audley rohamra vezényelte lovasait. A lancastereknek át kellett gázolniuk a York-vonalak előtt folyó patakon, amely nem volt széles, de helyenként elég mély volt ahhoz, hogy lassítsa az átkelést. A York-íjászok eközben folyamatosan lőtték őket, majd a védelem egészen a patak partjáig előretört, és alabárdokkal visszanyomta a támadókat a vízbe. A Lancaster-lovasság visszavonult, majd ismét támadott, de nem ért el eredményt.
Lord Audley mindenképpen teljesíteni akarta a királynő akaratát, aki Salisbury fejét kérte tőle, ezért újabb, most gyalogos rohamra adott parancsot. A négyezer támadó most sem tudta áttörni a vonalakat, és Lord Audley is meghalt. A véres kézitusában a York-pártiak egyre inkább felülkerekedtek, ezért a parancsnokságot átvevő Lord Dudley több száz katonája dezertált, majd a többiek is menekülni kezdtek. A yorkok a Tern-folyó partjáig üldözték őket, ahol valóságos mészárlást vittek végbe közöttük. A korabeli feljegyzések szerint a Wemberton-patak vize három napon át véres volt az ütközet után. A becslések szerint a Lancaster-pártiak kétezer embert veszítettek, míg ellenfelük ennek negyedét. Lord Dudley fogságba esett. Számos cheshire-i lovag, köztük Sir Hugh Venables, Sir Thomas Dutton, Sir John Leigh és Sir Richard Molineux (1423–1459), a West Derbyshire-i erdők felügyelője vesztette életét azon a napon.
A király csapatai aznap este elérték az ütközet helyszínétől mindössze hat mérföldre fekvő Eccleshallt, így másnap könnyedén megsemmisíthették volna Salisbury katonáit, ha a Yorkok éjszaka nem vonultak volna tovább Worcester felé.

## Csata nélküli kudarc

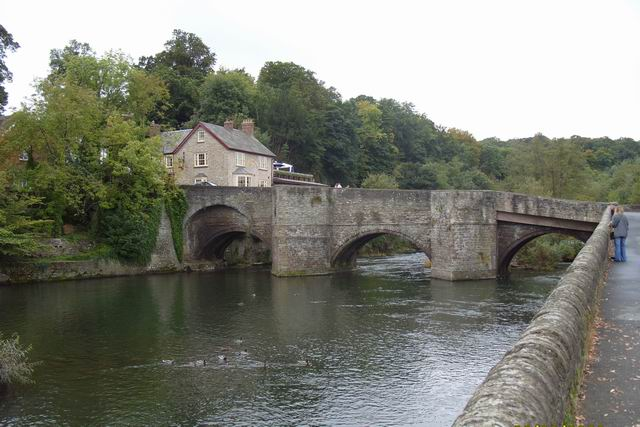
A 14. századból származó ludfordi híd

Útközben a lancasterek tőrbe csalták és elfogták Salisbury két fiát, John Neville-t, Montagu őrgrófját és Sir Thomas Neville-t, valamint Sir Thomas Harringtont.
Salisbury elérte a Shropshire grófság déli részén fekvő Ludlow-t, ahol csapatait egyesítette York, illetve fia, Warwick seregével. A városból levelet küldtek a királynak, amelyben ismertették azokat az okokat, amiért fegyvert fogtak. VI. Henrik válaszában kegyelmet ígért mindazoknak, akik leteszik a fegyvert, kivéve annak, aki felelős a Blore Heath-i ütközetért és Lord Audley haláláért. Mivel ez a kitétel egyértelműen Salisburyre vonatkozott, illetve valószínűleg kiterjeszthető lett volna Yorkra és Warwickra is, a lázadók nem válaszoltak az uralkodónak.
Az egyesült York-párti csapatok a város közelében, a ludfordi hídnál építették ki védelmi állásaikat. A király serege, amelyet az uralkodó vezetett, október 12-én érkezett meg. A York-pártiak táborában mindössze hat főnemes volt, VI. Henrikében ennek a háromszorosa, és katonái is háromszor annyian voltak, mint a York-pártiak. Ráadásul, a calais-i kontingens parancsnoka, Andrew Trollope elfogadta a király által felajánlott kegyelmet, és átállt a Lancasterekhez. Trollope magával vitte embereit és az információkat a yorki herceg terveiről. York ezzel elvesztette seregének leginkább ütőképes részét és legjobb hadvezérét. Richárd és szövetségesei számára csata nélkül is nyilvánvalóvá vált, hogy nem nyerhetnek.
York az este közeledtével ágyútűzre adott parancsot, majd másodszülött fiával, Warwickkal és Salisburyvel - csapatait és családját hátrahagyva - Írországba, illetve Calais-ba menekült. Csapataik szétszéledtek, így a Lancaster-katonák szabadon kifoszthatták a York-ház korábbi erősségét, Ludlow-t.

## Legendák
- Egy legenda szerint Anjou Margit Mucclestone templomtornyából figyelte a Blore Heath-i eseményeket, majd a harc végén elmenekült. Azért, hogy üldözőit megtévessze, megfordíttatta lovának patkóit.
- Egy másik anekdota szerint Salisbury és csapata az éjszaka leple alatt hagyta el táborát, mert tartottak a királyi pár közelben állomásozó seregeitől. Azért, hogy fenntartsák a látszatot, miszerint nem hagyták el a helyszínt, megbíztak egy szerzetest, aki az éjszaka folyamán rendszeresen lőfegyvereket sütött el.[6]